# 三河安城東町
三河安城東町（みかわあんじょうひがしまち）は、愛知県安城市の地名。

## 地理

### 学区
市立小・中学校に通う場合、学校等は以下の通りとなる。また、公立高等学校に通う場合の学区は以下の通りとなる。
| 番・番地等                                                                            | 小学校                 | 中学校               | 高等学校 |
| ------------------------------------------------------------------------------------- | ---------------------- | -------------------- | -------- |
| 1丁目13番から23番まで・25番から30番まで、2丁目2番（同町2番地5以東）・3番から9番まで   | 安城市立三河安城小学校 | 安城市立安城南中学校 | 三河学区 |
| 1丁目1番から12番まで・24番・31番、2丁目1番・2番・（同町2番地5以東を除く。）10番・11番 | 安城市立三河安城小学校 | 安城市立安城西中学校 | 三河学区 |

## 歴史

### 町名の由来
JR三河安城駅に因む。
同駅周辺で行われた土地区画整理事業に合わせて、それまでの横山町、篠目町、箕輪町、二本木町、二本木新町の一部を再編し、2006年10月7日に住居表示を実施し、三河安城東町一丁目・二丁目を設定した。

### 人口の変遷
国勢調査による人口および世帯数の推移。
| 2010年（平成22年） | 733世帯 1790人 |  |
| 2015年（平成27年） | 728世帯 1750人 |  |
| 2020年（令和2年）  | 833世帯 1853人 |  |

## 交通
- JR東海道新幹線
- JR東海道本線

## 施設
- 箕畔公園
- 祢宜田遊園
- 豊田信用金庫三河安城支店
- 三河東町公園
- アイシン年金基金会館
- すりばち公園
- 菅池公園

### WEB
1. ↑  “愛知県安城市の町丁・字一覧”.   人口統計ラボ. 2023年8月26日閲覧。
2. 1 2  総務省統計局 (2022年2月10日). “令和2年国勢調査の調査結果(e-Stat) - 男女別人口，外国人人口及び世帯数－町丁・字等” (CSV). 2023年8月2日閲覧。
3. ↑  “愛知県安城市の郵便番号一覧”.   日本郵便. 2023年8月26日閲覧。
4. ↑  “市外局番の一覧” (PDF).   総務省 (2022年3月1日). 2022年3月22日閲覧。
5. ↑  安城市役所教育振興部学校教育課学事係 (2022年4月7日). “小中学校区一覧（町別50音順）”.   安城市. 2023年10月4日閲覧。
6. ↑  “平成29年度以降の愛知県公立高等学校（全日制課程）入学者選抜における通学区域並びに群及びグループ分け案について”.   愛知県教育委員会 (2015年2月16日). 2019年1月14日閲覧。
7. ↑  “区画整理による住所変更”.  安城市. 2024年3月15日閲覧。
8. ↑  “三河安城地区（安城新幹線駅周辺土地区画整理事業）地番変更対照表” (PDF).  安城市. 2024年3月15日閲覧。
9. ↑  総務省統計局 (2012年1月20日). “平成22年国勢調査の調査結果(e-Stat) - 男女別人口及び世帯数 －町丁・字等” (CSV). 2021年7月21日閲覧。
10. ↑  総務省統計局 (2017年1月27日). “平成27年国勢調査の調査結果(e-Stat) - 男女別人口及び世帯数 －町丁・字等” (CSV). 2021年7月21日閲覧。